# Jinsha (Bijie)
Jinsha (金沙县,  Jīnshā Xiàn) ist ein chinesischer Kreis in der Provinz Guizhou. Er gehört zum Verwaltungsgebiet der Stadt Bijie. Jinsha hat eine Fläche von 2.510 Quadratkilometern und zählt 573.400 Einwohner (Stand: Ende 2018). Sein Hauptort ist die Großgemeinde Chengguan 城关镇.

## Administrative Gliederung
Auf Gemeindeebene setzt sich der Kreis aus sieben Großgemeinden und neunzehn Gemeinden zusammen. 